# Rocca San Giovanni
Rocca San Giovanni est une commune de la province de Chieti dans la région Abruzzes en Italie.

## Histoire
En 2017 , Rocca San Giovanni est élu plus beau bourg des Abruzzes.
super petit village avec des festivités de juin a fin septembre

il faut savoir que les parents de deux bourgmestres actuellement élus et en fonction en Belgique dans le borinage ont habité sur la place de la Rocca 
les deux communes sont QUAREGNON Député  bourgmestre J P Lepine  et D'Antonio Luciano bourgmestre de Colfontaine 
les deux  communes son limitrophe  

## Culture
Tous les vendredis soir, sur la place, se déroule "le crocodrile", la population du bourg se retrouve sur la place pour manger de la pizza blanche que l'on peut garnir de charcuterie.

## Administration
| Période                                  | Période  | Identité              | Étiquette     | Qualité |
| ---------------------------------------- | -------- | --------------------- | ------------- | ------- |
| 30 mai 2006                              | En cours | Giovanni Enzo Di Rito | Centro-Destra |         |
| Les données manquantes sont à compléter. |          |                       |               |         |

### Hameaux
San Giacomo, Piane Favaro, Vallevò, S.Calcagna, Montegranaro, Acquarelli, LapPeto, Pontone del Signore, Foce, Puncichitti, Tagliaferri, Pocafeccia, Perazza, Piane di Marche

### Communes limitrophes
Fossacesia, Lanciano, San Vito Chietino, Treglio

### Jumelage
- Chaingy (France) depuis 1999